# Listă de filme românești/A
Aceasta este o listă de filme românești (artistice, de animație și documentare) care încep cu litera A:

## 0–9
- A cui e vina? (1965)
- A doua cădere a Constantinopolului (1994)
- A doua variantă (1987)
- A fost odată (1957)
- A fost prietenul meu (1961)
- A fost sau n-a fost? (2006)
- A privi un tablou (1972)
- A trăda (1993)
- A unsprezecea poruncă (1991)

## c
- Acasă (film) (1984)
- Accident (1977)
- Această lehamite (1994)
- Aceeași gară pentru doi (2002)
- Acești oameni (1971)
- Acolo unde Carpații întâlnesc Dunărea (1964)
- Acoperișul (1970)
- Acordați circumstanțe atenuante? (1984)
- Actorul și sălbaticii (1975)
- Acțiunea „Autobuzul” (1978)
- Acțiunea Zuzuc (1983)

## d
- Adam și Eva (film) (1990)
- Adam și Eva în Fiat lux (1965)
- Adela (1985)
- Adio, dragă Nela! (1972)
- Adolescente (1969)
- The Adventure of the Good Soldier Schweik (1953)

## e
- Aerisirea (1997) (Teatru TV)

## f
- Afacerea Protar (1956)
- Afacerea Splaiul (1963)
- After (2003)

## g
- Agentul straniu (1974)
- Agnita Botorca (1947)

## i
- Aici București (1959)
- Aici nu mai locuiește nimeni (1995)

## j
- Ajutoare umanitare (2002) (Scurt metraj)

## l
- Al matale, Caragiale (2002) (TV)
- Al patriei erou între eroi (1983)
- Al patrulea stol (1978)
- Al treilea salt mortal (1980)
- Alarmă în munți (1955)
- Alarmă în Deltă (1975)
- Alba - ilustrații pentru un ghid (1970)
- Albina și porumbelul (1951)
- Albume de artă populară (1959)
- Alegerea lui Alexandru Sutto (2005) (Teatru TV)
- Aleodor Împărat (2004)
- Alexandra și infernul (1975)
- Alexandru Lăpușneanu (film) (19??)
- Allo! Allo! (1962)
- Alo, America! (1926)
- Alo, aterizează străbunica!... (1981)
- Alo? Ați greșit numărul (1958)

## m
- Am fost șaisprezece (1979)
- Am o idee (1981)
- Amadeus (19??) (TV)
- Ambasadori, căutăm Patrie (2003)
- Amintirea unei artiste (1957)
- Amintiri bucureștene (1970)
- Amintiri din copilărie (film) (1964)
- Amintiri din epoca de aur (2009)
- Amintiri... (1972)
- Amor fatal (1911)
- Amorurile unei prințese (1913)
- Amprenta (1967)
- Amurgul fântânilor (1983)
- Amza Pelea - Momente de Aur (2004) (TV)

## n
- Ana și hoțul (1981)
- Ancheta (film din 1967)
- Ancheta (film din 1980)
- Ancora (1962)
- Andreescu (film) (1971)
- Angela merge mai departe (1981)
- Ani eroici (1984)
- Aniversarea lui Puskin (1950)
- Anotimpul iubirii (1986)
- Anotimpuri (1963)
- Antagonisme (1966)
- Antoniu și Cleopatra (film) (1988) (Teatru)
- Antrenorul (1968)
- Anul 1848 (1948)
- Anul bărcilor de aur (1971)
- Anul I (1960)

## p
- Apa ca un bivol negru (1970)
- Apocalipsa după Cioran (1995)
- Aproape de soare (1960)

## q
- Aquarium (2002)

## r
- Arendașul Român (1952) (Scurt metraj)
- Arhipelagul Lenoir (Teatru TV) (1992)
- Ariciul răutăcios (1955)
- Aripi de zăpadă (1985)
- Aripi românești (1939)
- Ars Longa (1984) (TV)
- Arta veche în casa nouă (1962)
- L'art de la conversation (1977)
- Artă monumentală (1963)
- Un artist evocă o lume (1964)
- Artista, dolarii și ardelenii (1980)

## s
- Asediul (film) (1970)
- Asfalt Tango (1996)
- Asta e (2001)
- Astă seară se improvizează (1984)
- Astă seară se plânge la Doamna cu camelii (1986)
- Astă seară dansăm în familie (1972)

## ș
- Așa e bine (1969)
- Așa e viața (1928)
- Așteptarea (1970)
- Așteptând un tren (1982)
- Aștept provincia (1995) (Teatru TV)

## t
- At the Orient's Gate (1995)
- Atac în bibliotecă (1993)
- Atâta liniște-i în jur (1999)
- Atenție la tren! (1959)
- Atenție, fragil (1969)
- Atletismul... emoție și neprevazut (1971)
- Atomul în slujba omului (1957)
- Atunci i-am condamnat pe toți la moarte (1971)

## u
- August în flăcări (1973) (TV)
- Aur (film) (1931)
- Aurel Vlaicu (film) (1977)
- Aurul alb (1954)
- Autobiografia lui Nicolae Ceaușescu (2010)
- Autoportret (film) (1988)
- Autor anonim, model necunoscut (1989)

## v
- Avalanșa (1959)
- Avaria (1978)
- Aventura (film) (1968)
- Aventure en Ontario (1968) (TV)
- Aventuri la Marea Neagră (1972)
- Aventurile lui Babusca (1973)
- Avertismentul (film) (1975)